# Газопровод (Липецкая область)
Газопрово́д — посёлок в Елецком районе Липецкой области. Административный центр Нижневоргольского сельсовета.

## География
Посёлок находится на правом берегу реки Пажень, примыкая к восточной границе посёлка Ключ Жизни.

### Часовой пояс
Посёлок Газопровод, как и вся Липецкая область, находится в часовой зоне МСК (московское время). Смещение применяемого времени относительно UTC составляет +3:00.

## История
Возник в 1960-х годах. Посёлок строился для работников, которые обслуживали проходящий рядом газопровод Ставрополь — Москва.

## Население
| 2008 | 2010  |
| ---- | ----- |
| 1603 | ↘1460 |

## Улицы
| - ул. Зелёная, - ул. Мирная, | - ул. Советская, - ул. Стадионная. |

## Транспорт
Рядом с посёлком расположена железнодорожная платформа 188 км.